# Villers-la-Combe
Villers-la-Combe é uma comuna francesa na região administrativa de Borgonha-Franco-Condado, no departamento de Doubs. Estende-se por uma área de 5,88 km². Em 2010 a comuna tinha 54 habitantes (densidade: 9,2 hab./km²).